# الأخوان السادة
الأخوان السادة (بالأردية: سید برادران، وبالهندية: सैयद भाई، وبالفارسية: برادران سید) يشير إلى الأخوين السيد حسن علي خان والسيد حسين علي خان، اللذين كانا من النبلاء الأقوياء في الهند المغولية في القرن الثامن عشر.
أصبح الأخوان مؤثرين للغاية في البلاط المغولي بعد وفاة السُلطان أورنكزيب عالمكير سنة 1707م وأصبحا بحُكم الأمر الواقع ملوكًا لِلإمبراطورية عندما بدأوا في تنصيب الأباطرة وإسقاطهم. وقد أعادا سُلطة الدولة على أجمير في راجستان باستسلام أجيت سينغ وقائد الزط تشورامان. في عهدهما تم القبض على المتمرد السيخي بندة سينغ بهادر وإعدامه.
في سنة 1712م توفي الإمبراطور بهادر شاه الأول، واغتيل خليفته جهان دار شاه بأمر من الأخوين السادة وأصبح ابن أخيه فرخ سير إمبراطورًا بمساعدة الأخوين. وقد شهد عهده صعودًا للإخوة الذين احتكروا سُلطة الدولة وحوّلوا الإمبراطور إلى حاكم صوري. فيما بعد حاول السُلطان فرخ سير الانقلاب على الأخوين إلا أنهما عزلاه وقتلاه سنة 1719م، فتولى العرش ابن عمه رفيع الدرجات في فبراير من نفس السنة بترتيب من الأخوين.
بعد وفاة شمس الدين رفيع الدرجات في يونيو بمرض السل جعلوا أخاه الأكبر شاه جهان الثاني سلطانًا للدولة إلا أنه توفي في سبتمبر من نفس العام بمرض الرئة، فخلفه محمد شاه وهو في عمر السابعة عشر وقد ظل الأخوان أوصياء على العرش إلى سنة 1720م.
لاستعادة سلطته الفعلية رتب ناصر الدين محمد شاه لقتل الأخوين، فاغتيل السيد حسين علي خان في فاتح بور سيكري سنة 1720م وقُتل السيد حسن علي خان مسمومًا سنة 1722م. وفي سنوات حكم ناصر الدين محمد شاه شهدت الهند المغولية انحدارًا سريعًا لا رجعة فيه.

## المناصب المبكرة للأخوين السادة

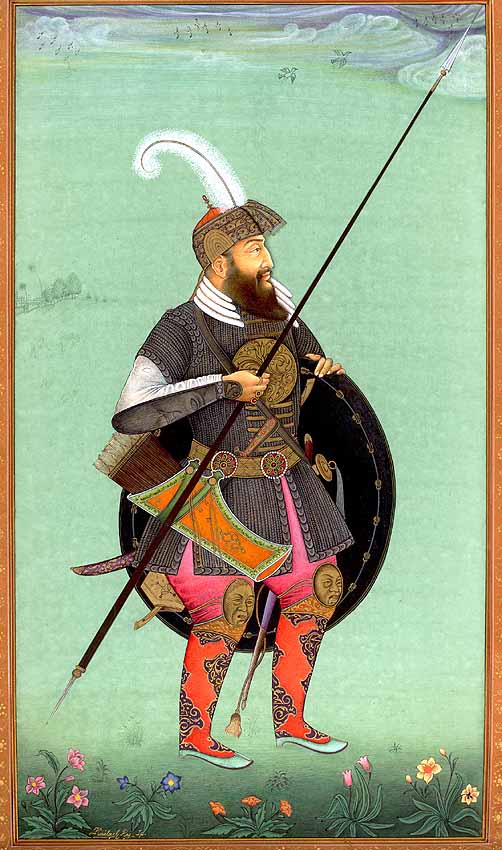
عبد الله خان برها

الشقيقان اللذان وصلا إلى هذه الشهرة، جاءا من الطبقة الأرستقراطيَّة العسكريَّة القديمة. إلى جانب الهيبة والشُهرة الشخصيَّة التي اكتسباها بشجاعتهما، فقد كانا نجلي عبد الله خان برها الذي اختاره السلطان أورنكزيب كأول صوبه دار على بيجابور في منطقة الدكن ثم صوبه دار على أجمير. ارتقى عبد الله خان في خدمة روح الله خان الصراف العام خلال عهد أورنكزيب، وأخيرًا، بعد حصوله على رتبة المنصبدار الإمبراطوري، انضم إلى الأمير الأكبر بهادر شاه الذي قُدِّر له أن يتولى عرش سلطنة مغول الهند.
في عهد السُلطان أورنكزيب عام 1697م كان السيد حسن علي خان فوجدار سلطان بور، ونزاربار في بگلانة، وقد تولى منصب صوبه دار خاندش في سنة 1698م لإيقاف توسُّع المراثيِّين في المنطقة. في وقت لاحق أضحى حاكمًا لهوشنگ آباد. وكان مسؤولاً عن أورنك آباد خلال الحملة الأخيرة للإمبراطور المغولي ضد إمبراطورية ماراثا في سنة 1705م وحضر جنازة أورنكزيب سنة 1707م.
الأخ الأصغر حلسن خان هو حسين علي خان الذي يُعترَف بأنه كان رجلًا يتمتع بطاقة وقرار أكبر بكثير من أخيه الأكبر إذ كان في عهد أورنكزيب يتولى السُلطة أولاً في رنثمبور في أجمير، ثم هنداون–بيانا في أغرة.

## الدور في حرب الخلافة المغولية (1707–1709)

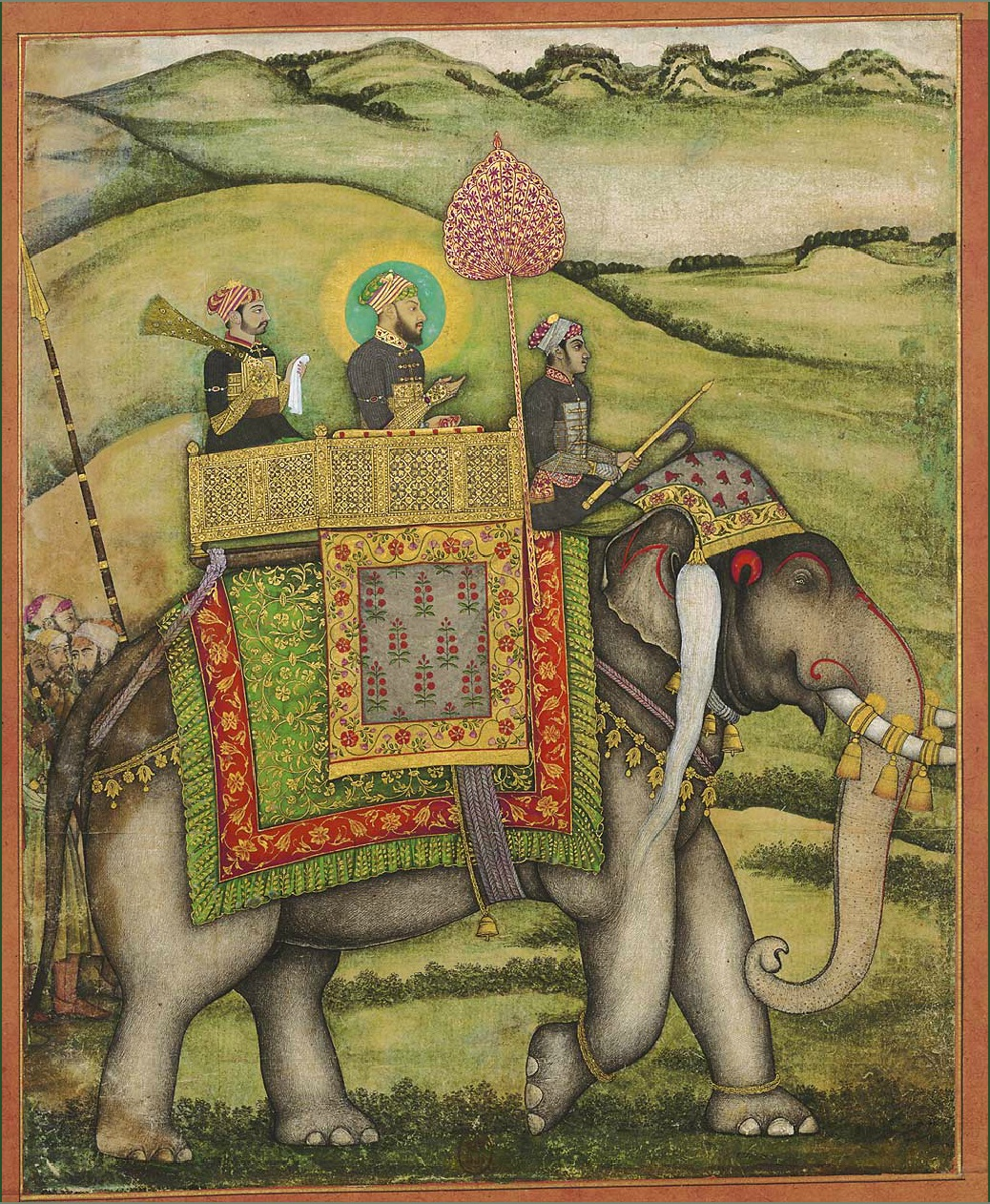
السُلطان بهادر شاه الأول.

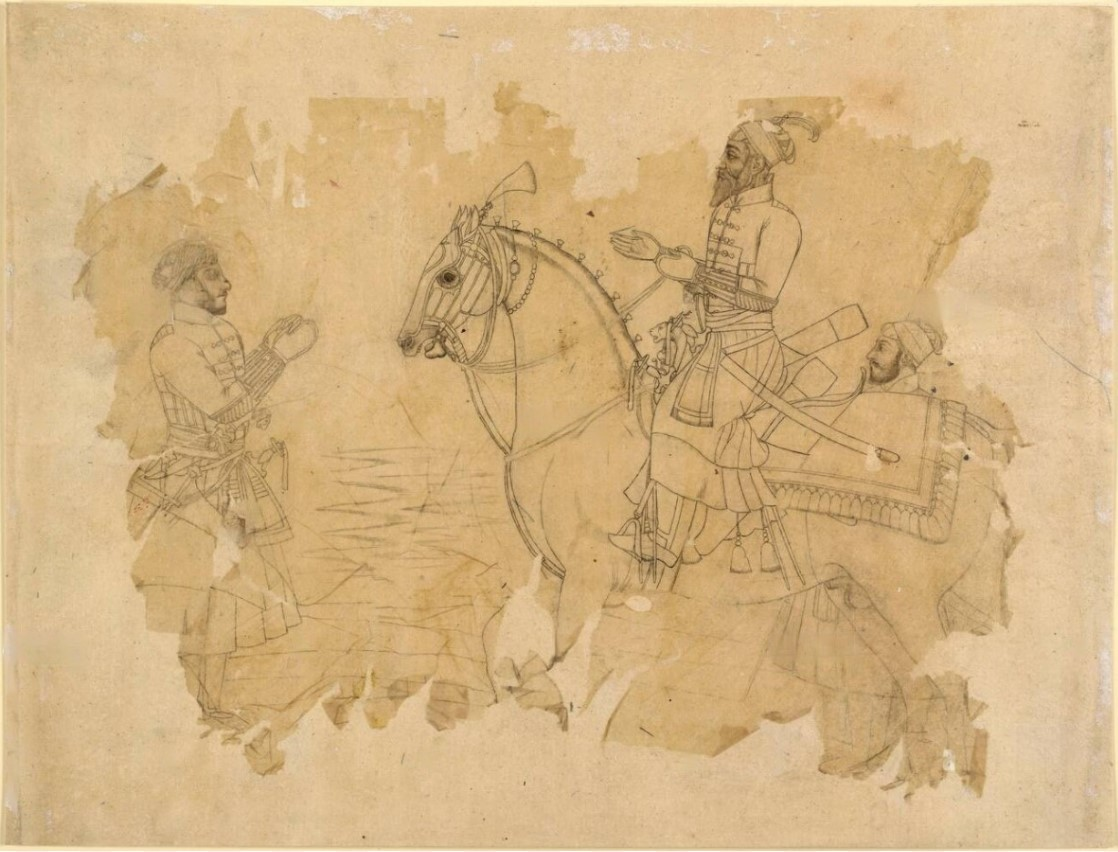
السُلطان بهادر شاه الأول (1643-1712) على صهوة حصان.

بعد أن تم تعيين الأمير معز الدين جهان دار شاه، أكبر أبناء السلطان بهادر شاه، في سنة 1106 هـ (1694-1695) مسؤولاً عن مقاطعة ملتان تبعه السيد حسن علي خان وشقيقه إلى هناك. في حملة ضد زميندار البلوش المقاومين، رأى السادة أن التكريم في ذلك اليوم كان من نصيبهم. لكن الأمير معز الدين جهان دار شاه رأى خلاف ذلك، وعهد بها إلى مديره المفضل آنذاك عيسى خان، البنجابي المُسلم من القبيلة الرئيسيَّة. ترك السّادة خدمة الأمير واتجهوا إلى لاهور حيث كانوا يعيشون في عُسر نسبي، ينتظرون العمل من منعم خان الثاني، ناظم ذلك المكان الذي كان ينتمي إلى حزب الشيوخ زادة الهندي. عندما توفي السُلطان أورنكزيب ووصل الأمير محمد معظم شاه علم إلى لاهور في مسيرته نحو أغرة للتنافس على العرش، قدم الإخوة السادة أنفسهم، وتم قبولهم بسرور. وفي معركة ججاو في 18 ربيع الأول 1119هـ الموافق فيه 18 يونيو 1707م، تقدموا في الطليعة وقاتلوا ببسالة راجلين، كما كانت عادتهم في حالات الطوارئ. وتُرك الأخ الثالث السيد نور الدين علي خان، ميتًا في الميدان، وأُصِيبَ السيد حسين علي خان بجروح خطيرة. على الرغم من رفع رتبهم إلى 4000 وحصول الأخ الأكبر على لقب أبيه السيد ميان إلا أنهم لم يحظوا بالمعاملة التي ترتقي إلى مستوى خدماتهم الاستثنائية، سواء من قبل السُلطان الجديد أو وزيره.
اندلع شجار بين الأخوين وخانزاد خان، الابن الثاني للوزير منعم خان، وأهانوا جهان دار شاه، على الرغم من أن الشقاق تم شفاؤه بزيارة الوزير لهم شخصيًا، لا من شكٍ في أن ذا الخلاف ساعد على إبعادهم. في صباح اليوم التالي لمعركة ججاو، زار الأمير جهان دار شاه مقرهما للتعزية بمقتل أخيهما السيد نور الدين علي خان، وبذلك انطلق في مدح شجاعتهم؛ قابل السيد حسين علي خان هذه المبادرة بطريقة عدوانيَّة، قائلًا أن فعلتهم ما كانت شيئًا، وكُثُرٌ هم الذين فعلوا كمثلها، إنما ستُعرف شجاعتهم حين يكون سيّدهم مهجورًا وحيدًا إلى أن تُجلِسه قوّة ذراعهم اليُمنى على عرش الإمبراطوريَّة. أثار هذا الخطاب انزعاج الأمير معز الدين جهان دار شاه فامتنع عن التوصية لصالحهما عند والده السُلطان. ومع ذلك، سيطر السيد شجاعت خان برها على مقاطعة أجمير، وتولى السيد حُسين برها منصب فوجدار أمبر.
في أبريل 1708م رشح الأمير عظيم الشأن الأخ الأصغر السيد حُسين علي خان، ليُمثله في حُكم ولاية بهار، التي كانت عاصمتها في عظيم آباد. وفي أكتوبر لنفس السنة تم تعيين السيد حسن علي خان في صوبة أجمير التي اضطربت أحوالها بسبب صعود الراجبوت مما جعل السيد شجاعت خان برها بالكاد يتعامل معها. وما لبث حسن علي خان أن وصل إلى دلهي لجمع قوات جديدة والقيام باستعدادات أخرى، حتى غير السُلطان بهادر شاه رأيه وأبقى على شجاعت علي خان برها في حكومته، وتم تعيين السيد سعيد خان برها مسؤولاً عن عاصمة كاشاوا في أمبر. أخيرًا، وبفضل الأمير عظيم الشأن، أصبح السيد حسن علي خان في يناير 1711 نائبًا للأمير في مقاطعة الله آباد.وأضحى خان جهان برها فوجدار في مُراد آباد.

## فصائل البلاط
كان سلاطين مغول الهند من أصول مغوليَّة تركيَّة اتَّبعوا الثَّقافة الهنديَّة مع تأثيرات من آسيا الوسطى. كان تأثير الثَّقافة الهنديَّة واضحًا لِلغاية، حيث تزوَّج المغول على التوالي من سُلالات الرَّاجبوت الهنديَّة، وكان هناك أيضًا أعداد كبيرة من التُّرك والإيرانيَّين حاضرين في البلاط، كما أن العديد من الأميرات والسُّلطانات اللاتي كن جزءًا من الحريم الكبير ينحدرن من أصول فارسيَّة أو تركيَّة.
وعندما عجز السُّلطان مُعين الدِّين فرُخ سيَر عن الإطاحة بِالأخوين السَّادة بِمفرده، قام بِتشكيل حزب السُّلطان بِهدف الإطاحة بِالأخوين. ولأجل هذه المُهمَّة اختار كُلًا من: خان دُران ومير جُمله الثَّالث وشايسته خان ومُحمَّد مُراد الكشميري وكان هو آخر من اختاره لِيكون وزيرًا مُستقبلًا، حيث ربطته بالسُّلطان صلة قرابة من والدته التي كانت بِدورها من أصل كشميري.

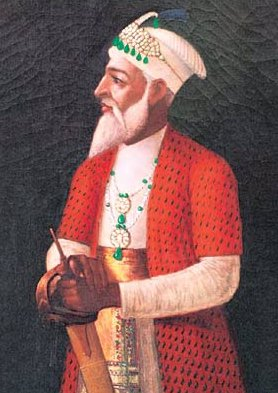
القائد چين قِليچ المعروف بِلقب «آصف جاه قمر الدِّين» وهو مُؤسِّس «دولة حيدر آباد» وأوَّل نظام لها، كان من قادة الفصيل الطوراني في بلاط دولة المغول الهنديَّة.

وقد ضمَّ البلاط كُتلًا أخرى مثل الفصيل الإيراني، وهو حزب ارتبط بالمُصاهرة والطُمُوحات. يُطلق عليه تسمية الإيراني لأن زعيمه ذو الفقار خان كان نبيلًا فارسيًا شيعيًا ولد في الهند. اعتمد الفصيل على أصحاب السُلطة الهُنود من أصول مُختلفة وقد مارس نُفُوذًا كبيرًا بِقيادة ذو الفقار خان أثناء حكم السُّلطان جهاندار شاه إلا أنَّه لاقى مُعارضة شقيق السلطان كولكاتاش خان. بعد أن خُلِع السلطان جهاندار شاه وقُتِل ذو الفقار خان بِتدبير من الأخوين السَّادة برز حزب هندي مُسلم بِمُسمَّى فصيل السَّادة. حكم حزب السَّادة في عهد السُّلطان فرُخ سيَر وكان عبارة عن مجموعة أسريَّة قويَّة ترتبط فيما بينها بِروابط الدَّم والمُصاهرة. امتاز هذا الحزب عن الفصائل الأخرى في أن زُعمائهم قد جنَّدوا قلَّة من أولئك الذين لم يكونوا من السَّادة أو السُكان البرها أو المُسلمين. وبما أن أغلب قوَّاتهم كانت من أفراد عشيرتهم، فقد تمتَّعوا بِقوَّة وتماسُك أكبر من بقيَّة الفصائل في البلاط. وقد طوَّروا نوعاً من الأُخُوَّة المُشتركة فيما بينهم، وتبنُّوا قضيَّة كُل فرد باعتباره إهانة لِلجماعة بِأكملها وانتهاكاً لحُقوقها عامةً.
لقد كانوا مُتَّحدين بِقوَّة حول قادتهم: قُطب المُلك حسن علي خان وأمير الأمراء حُسين علي خان. وقد حظوا بمزيَّة فريدة في قيادة الطَّليعة السُلطانيَّة ممَّا منحهم ميزة على أجزاء أخرى من القوَّات المغوليَّة ورفع من شُعُورهم بِالفخر الاجتماعي. حاول حزب الأخوين بِاستمرار التَّصدي لِمؤامرات السُّلطان فرُّخ سيَر لِنيل الحُكم الذَّاتي.
شكَّلت كُتلة أخرى مُعارضة لِحُكم الأخوين، وهو الفصيل الطوراني. لم يكن الطورانيُّون في وضع يسمح لهُم بِالعمل كَجماعة ضغط قويَّة ضد فصيل السَّادة أو حتَّى التَّفاوض من موقع القوَّة. كما أن السُّلطان فرُخ سيَر لم يكن يثق بِالجماعة لأنه شكَّ في أنَّهم سيُحاولون إضعافه. كان هناك صِراع مُستمر للسَّيطرة على السُّلطة والقوَّة بين كُتل البلاط الهنديَّة-المُسلمة والإيرانيَّة والطورانيَّة. وسعى كل منهم للظفر بود السلطان من أجل مواجهة الفصائل الأخرى.

## تتويج رفيع الدرجات

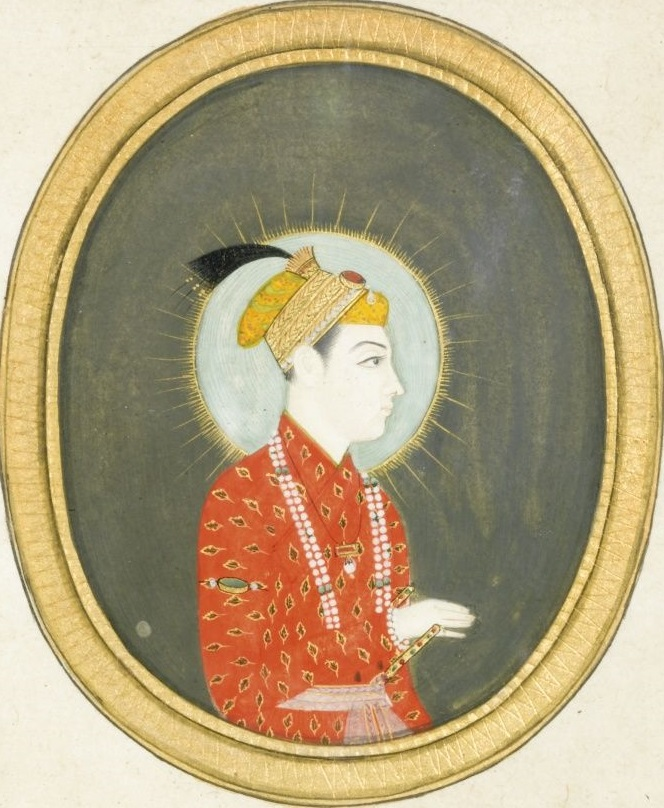
السُّلطان أبو البركات شمس الدِّين مُحمَّد رفيع الدَّرجات

بعد خلع فرُخ سيَر قام الأخوان بِتنصيب شمس الدِّين رفيع الدَّرجات سُلطانًا لِلبلاد وهو في العشرين من عمره، وهو الابن الثاني للأمير رفيع الشَّأن بهادُر. كان رفيع الدَّرجات سُلطانًا دُمية حتَّى أن مأكله ومشربه كان لا يُقدَّم إليه دون إذن من الأخوين السَّادة. وكان أمير الأمراء حُسين علي خان يُمارس السُّلطة الكاملة. عانى رفيع الدَّرجات من اشتداد مرضه بالسِّل، وعليه فقد تمَّ عزله في 4 حزيران (يونيو) 1719م وتوفي بعد أسبوع من عزله.